# Supergrup de la pentlandita
El supergrup de la pentlandita és un grup de minerals sulfurs, format per altres dos grups: el grup de la pentlandita i el grup de la kuvaevita.

## Grup de la pentlandita
El grup de la pentlandita està format per set espècies: argentopentlandita, cobaltopentlandita, geffroyita, oberthürita, pentlandita, sugakiïta i xadlunita. Tots aquests minerals cristal·litzen en el sistema isomètric excepte la sugakiïta, que cristal·litza en el sistema tetragonal.
| Espècie            | Fórmula            |
| ------------------ | ------------------ |
| Argentopentlandita | Ag(Fe,Ni)₈S₈       |
| Cobaltopentlandita | Co9S₈              |
| Geffroyita         | (Cu,Fe,Ag)9(Se,S)₈ |
| Oberthürita        | Rh₃Ni32S32         |
| Pentlandita        | (NixFey)Σ9S₈       |
| Sugakiïta          | Cu(Fe,Ni)₈S₈       |
| Xadlunita          | (Pb,Cd)(Fe,Cu)₈S₈  |

Als territoris de parla catalana ha estat descrita la pentlandita a tres indrets molt propers geogràficament entre ells: la pedrera Soriana, a Estopanyà; a Aulet, un poble que pertany a Sopeira; i al meteorit de Roda, caigut l'any 1861 a Roda d'Isàvena, un poble del municipi d'Isàvena. Tots tres indrets es troben a la Ribagorça, a la Franja de Ponent.

## Grup de la kuvaevita
El grup de la kuvaevita està format per quatre espècies: ferrotorryweiserita, kuvaevita, tamuraïta i torryweiserita.
| Espècie             | Fórmula    |
| ------------------- | ---------- |
| Ferrotorryweiserita | Rh₅Fe10S16 |
| Kuvaevita           | Ir₅Ni10S16 |
| Tamuraïta           | Ir₅Fe10S16 |
| Torryweiserita      | Rh₅Ni10S16 |